# 科氏抹香鲸属
科氏抹香鲸属（学名：Cozzuoliphyseter）是抹香鲸科下的一个属。

## 下属物种
本属包括以下物种：
- 内格罗科氏抹香鲸 Aulophyseter rionegrensis (Gondar, 1974)，分布于南大西洋西部（阿根廷内格罗河省）